# Varicorhinus ruwenzorii
Varicorhinus ruwenzorii là một loài cá vây tia trong họ Cyprinidae.
Nó chỉ được tìm thấy ở Uganda.
Môi trường sống tự nhiên của nó là các con sông.